# Gare de Beautiran
Gare de Beautiran – stacja kolejowa w Beautiran, w departamencie Żyronda, w regionie Nowa Akwitania, we Francji.
Został otwarty w 1855 przez Compagnie des chemins de fer du Midi et du Canal latéral à la Garonne. Jest przystankiem kolejowym Société nationale des chemins de fer français (SNCF), obsługiwaną przez pociągi TER Aquitaine.

## Położenie
Znajduje się na wysokości 9 m n.p.m., na 18,113 km linii Bordeaux – Sète, pomiędzy stacjami Saint-Médard-d’Eyrans i Portets.

## Historia
Stacja Beautiran została oddana do użytku 31 maja 1855 roku przez Compagnie des chemins de fer du Midi et du Canal latéral à la Garonne, kiedy otwarto odcinek z Bordeaux do Langon.
W 1886 roku, stacja otrzymuje nowe połączenie wraz z oddaniem linii do Hostens przez Société générale des chemins de fer économiques (SE). Odcinek z Cabanac do Beautiran zamknięto w 1954 roku.

## Usługi
Stacja jest obsługiwana przez pociągi TER Aquitaine, kursujące pomiędzy Bordeaux i Agen lub Langon.